# Сонорна теорія складу
Сонорна теорія складу, або акустична теорія складу — мовознавча теорія, згідно з якою за звучністю склад має вершину (ядро) і периферію.

## Загальний опис
Вперше сонорну теорію обґрунтував данський мовознавець Отто Єсперсен. Він довів, що склад є сполученням звуків з більшим чи меншим ступенем гучності. Складотворчий голосний, як гучніший звук, приєднує до себе нескладотворчі приголосні. Кожен склад має два мінімуми гучності, які є його межами. 
Він виділив вершину (момент найвищої звучності) та периферію, яка складається з ініціалі (наростання звучності до вершини) та фіналі (затухання звучності після вершини).